# Historia Białegostoku

Herb Białegostoku

Historia Białegostoku

## Początki osadnictwa
Odkrycia archeologiczne świadczą o tym, że pierwsi ludzie osiedlali się na terenach obecnego Białegostoku już w epoce kamiennej. Groby pradawnych osadników znaleziono m.in. w dzielnicy Pieczurki, Dojlidy i w paru innych punktach miasta. We wczesnej epoce żelaza zamieszkiwali tu Prusowie, Sudawowie i ludność kultury zarubinieckiej, po której pozostały imponujących rozmiarów kurhany – prawdopodobnie grobowce wodzów, w okolicy obecnej wsi Rostołty. Od tej pory Białostocczyzna cały czas znajduje się na styku kultur. Szlak handlowy łączący Bałtyk z Morzem Czarnym sprzyjał mieszaniu się nurtów osadniczych jaćwiesko-rusko-polskich.

## Średniowiecze
W okresie wczesnofeudalnym obszar ten pozostawał bez przynależności do państw ościennych. Rywalizacja zakonu krzyżackiego, Litwy, książąt mazowieckich i ruskich zakończyła się tym, iż w XIV w. tereny obecnego miasta znalazły się w granicach Wielkiego Księstwa Litewskiego.
Po przejściu Litwy na katolicyzm (1385 unia w Krewie) zaczęli się pojawiać na Białostocczyźnie misjonarze, najczęściej pochodzący z Niemiec. W dokumencie z 1426 roku widnieje wzmianka o tym, że wielki książę litewski Witold nadaje wieś Bielszczany Stok Maciejowi z Tykocina, jednak bardzo prawdopodobne, że nie jest to współczesny Białystok.
Między 1440 a 1444 rokiem tereny, na których leży Białystok, zostały zasiedlone pierwszymi osadnikami z ziemi kolneńskiej (nazywają oni rzekę i osadę Białym Stokiem), natomiast do dzisiejszych Dojlid przybywają mieszkańcy powiatu lidzkiego lub Bałtowie. W latach 1444–1447 przeszły one we władanie bojara żmudzkiego Jakuba Raczki Tabutowicza, herbu Łabędź, potomka bojara Klausucia (kolonizatora puszcz). Wybudował on w latach 1447-1450 pierwsze dwory w Dojlidach i Białymstoku, a także kościół w Białymstoku. Do 1541 roku osada Białystok pozostaje w rękach potomków Jakuba. Po bezpotomnej śmierci Mikołaja Bakałarzewicza, dobra Białystok przejmuje Katarzyna z Wołłowiczów.

## Nowożytność
Po ślubie z Katarzyną z Wołłowiczów, wdową po Mikołaju Bakałarzewiczu, 3 października 1547 dobra przeszły w ręce Piotra Wiesiołowskiego (starszego) herbu Ogończyk. Miał dwóch synów, Piotra i Jana, z których dziedzicem został Piotr Wiesiołowski (młodszy), a następnie jego syn Krzysztof, marszałek wielki litewski. Wiesiołowscy zbudowali murowany kościół i pałac według projektu Joba (Hioba) Bretfusa. Po bezdzietnej śmierci Krzysztofa Wiesiołowskiego ziemie te zgodnie z jego życzeniem przeszły na rzecz państwa.
Na mocy postanowień unii lubelskiej, w 1569 r. Białystok wraz z całym województwem podlaskim został przyłączony do Korony Polskiej.
W XVII w., w zamian za zasługi wojenne, Białystok został przyznany wraz ze starostwem Tykocin hetmanowi polnemu Stefanowi Czarnieckiemu (jego pomnik po dziś dzień stoi w Tykocinie). On z kolei przekazał te ziemie swojej córce Katarzynie Aleksandrze, żonie Jana Klemensa Branickiego (był on dziadkiem swojego słynnego imiennika, hetmana wielkiego koronnego).
Kiedy Białystok uzyskał prawa miejskie dokładnie nie wiadomo, ale na pewno przed rokiem 1692, o czym świadczy zapis poczyniony przez miejskiego proboszcza: Rok 1692. Miasto Białystok. Za przywilejami na wolność do lat pewnych danych, rok pierwszy teraz się buduje. Prawo było magdeburskie, w herbie zaś widniał jeleń z rozłożystymi rogami.
Miasto jednak nadal bardziej przypominało wieś. Prawdziwa budowa miasta nastąpiła dopiero za panowania Jana Klemensa Branickiego. Był on hetmanem wielkim koronnym, kasztelanem krakowskim, pierwszym świeckim senatorem Rzeczypospolitej i wreszcie kontrkandydatem Stanisława Augusta Poniatowskiego do tronu.
Wraz z żoną, Izabelą Poniatowską, przebudowali pałac i otoczyli ogrodami. Rozwinęli handel i instytucje miejskie. Wybudowali ratusz, pocztę, domy zajezdne, teatr, szpital na 24 łóżka, przytułek (obecnie Kino „Ton”), dla sprzętu przeciwpożarowego oraz wybudowano tzw. cekhauz (obecnie archiwum miejskie). Za ich czasów powstały w Białymstoku Wojskowa Szkoła Inżynierii i Budownictwa, Szkoła Akuszerii (położnictwa), szkółka parafialna, a w końcu XVIII tzw. Szkoła Podwydziałowa, podległa bezpośrednio Uniwersytetowi Wileńskiemu. Po śmierci hetmana powstała jeszcze jedna charakterystyczna budowla Białegostoku – „Loża Masońska”. Inicjatorem jej budowy był drugi mąż Izabeli, Andrzej Mokronowski, jeden z założycieli wolnomularstwa w Polsce

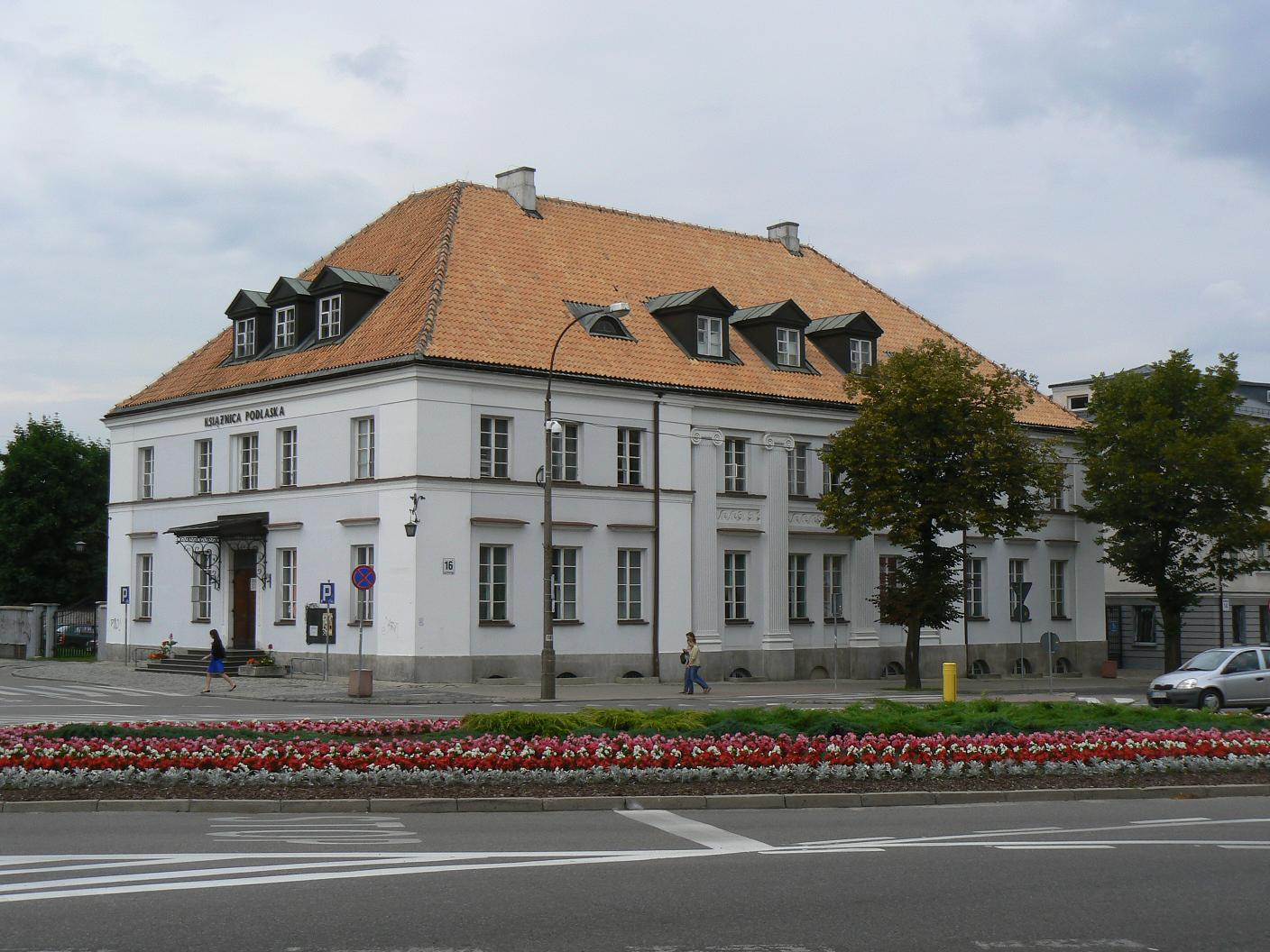
Książnica Podlaska (dawna Loża Masońska), 1750 r.

W 1748 r. w Białymstoku powstała Komedialnia, pierwszy stały teatr na ziemiach polskich założony 17 lat przed powstaniem Teatru Narodowego w Warszawie. W gmachu, który nie dotrwał do naszych czasów znajdowały się loże i obszerna scena z piękną kurtyną namalowaną przez Mirysa. Teatr posiadał bibliotekę. Komedialnia miała własną orkiestrę, balet, a w operach występowali sławni artyści z Wiednia, Wenecji i Rzymu.
W roku 1753 miasto trawi straszliwy w skutkach dla najstarszej części miasta pożar. Do jego gaszenia użyto dział, by za pomocą kul niszczyć palące się domy i w ten sposób nie dopuścić do przerzucenia się ognia w rejon pałacu i Nowego Miasta. Po pożarze hetman nie żałuje funduszy na prace porządkowe i budowlane w Białymstoku, zachęcał, czasami zmuszał, do inwestowania również mieszkańców, udzielał im pożyczek. Dokładał całej staranności aby przeobrazić zniszczone miasteczko w miasto znaczące nie tylko na Podlasiu.
Z relacji gości zagranicznych odwiedzających miasto dowiadujemy się, że wysiłki hetmana były owocne: Białystok „położony na granicy Litwy i Polski jest bardzo porządnie zbudowanym miasteczkiem” (Johann Bernoulli). „Ulice jego są szerokie, a domy przeważnie otynkowane, zbudowane są w równych odległościach od siebie” (William Coxe); „na równiutkich, wysadzanych drzewami ulicach znajdują się ładne sklepy. Spotykamy tu prawie wszystkie narodowości. Zdumiałem się bardzo widząc tak ładną miejscowość, zasługuje ona na pewno na to, by być bardziej znaną” (Ernest Ahasverus von Lehndorff). Pisano także: Białystok „jest najświetniejszym i najpiękniejszym z widzianych dotąd miasteczek”, domy tu „prawie w jednym stylu wzniesione, z frontem na ulice, o jednym piętrze” (Friedrich Szulz); „czegoś takiego nie zdarzyło mi się widzieć w Polsce (Georg Forster).
W początkach lat siedemdziesiątych XVIII w. Białystok liczy już około 3500 mieszkańców. W owym czasie chrześcijanie (1025) stanowili ponad 55% społeczności miejskiej, a ponad 57% wśród mężczyzn.
Kres rozwojowi przyniósł III rozbiór Polski, pomimo że Białystok dostał status siedziby władz departamentu białostockiego wchodzącego w skład prowincji Prus Nowowschodnich. Prusacy nie dbali o rozwój miasta ani o jego estetykę. Liczba mieszkańców wprawdzie szybko rosła, lecz – jak to wynika z zachowanych inwentarzy – substancji mieszkaniowej nie przybywało. Prowadziło to do dewastacji budynków.

## Okres zaborów

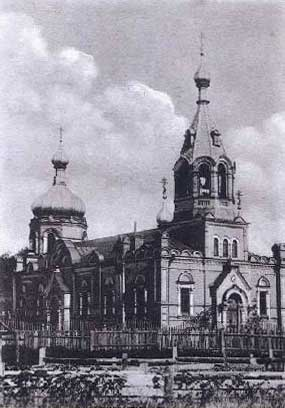
Cerkiew wojskowa Zaśnięcia Matki Bożej w koszarach 64. Kazańskiego Pułk Piechoty przy ul. Traugutta w Białymstoku, obecnie kościół katolicki pod wezwaniem Najświętszego Serca Jezusa.

Sytuacja nie poprawiła się również po 1807 r., gdy Białystok znalazł się w granicach Imperium Rosyjskiego.
Obwód otrzymał prawa guberni. Z reprezentacyjnej rezydencji Białystok przeobraził się w prowincjonalną mieścinę.
W latach dwudziestych XIX w. w białostockim gimnazjum działało stowarzyszenie „promienistych” utrzymujące kontakty z wileńskimi filaretami i filomatami.
W czasie powstania listopadowego (1830) w Białymstoku ogłoszono stan wojenny, a miasto stało się główną kwaterą naczelnego dowódcy wojsk rosyjskich feldmarszałka Iwana Dybicza. Po upadku powstania listopadowego w Polsce nastąpiła rusyfikacja szkolnictwa w prowincjach zabranych. Gimnazjum białostockie przekształcono w szkołę rosyjską, a teatr zamknięto. W 1839 na mocy postanowień synodu połockiego zlikwidowano wszystkie diecezje unickie w Imperium Rosyjskim poza diecezją chełmską, administracyjnie włączając unitów w poczet członków Rosyjskiego Kościoła Prawosławnego.
W 1834 r. w ramach represji popowstaniowych wprowadzono granicę celną pomiędzy Kongresówką a Rosją. Ten tragiczny dla Polski okres, dla Białegostoku stał się okresem odrodzenia miasta, ponieważ dla rozwijającego się przemysłu włókienniczego Rosja była głównym rynkiem zbytu. Zagrożeni bankructwem fabrykanci z Łodzi zaczęli przenosić swoje fabryki, ale ponieważ transport był wtedy bardzo drogi, ulokowali je tuż za granicą, czyli w Białymstoku i okolicach. Białystok zyskał w tym czasie przydomek „Manchesteru północy”. W 1851 Rosjanie znieśli granicę celną z Kongresówką, jednak nie zahamowało to rozwoju miasta, ponieważ w 1862 r. powstała linia kolejowa Warszawa – Petersburg, a do fabryk zaczęto wprowadzać maszyny parowe, które wymagały dostaw węgla. Spowodowało to koncentrację przemysłu w Białymstoku. W 1867 roku były tu 24 zakłady włókiennicze, w 1879 roku 47 zakłady, a w 1895 już 230 zakładów włókienniczych.
W 1859 r. urodził się tu Ludwik Zamenhof, twórca języka esperanto. Stworzenie uniwersalnego języka było oczywistym pomysłem w ówczesnym Białymstoku, gdzie zamieszkiwali w II poł. XIX w. w większości Żydzi, a także Polacy, Rosjanie i Niemcy oraz w mniejszej liczbie Białorusini, Tatarzy i Litwini.
Kolejny stan wojenny nastał w guberni wraz z wybuchem powstania styczniowego w 1863 r. Mieszkańcy Białegostoku wspierali działające w pobliżu oddziały powstańcze W. Cichorskiego pseudonim „Zameczek”, W. Wróblewskiego i R. Rogozińskiego.

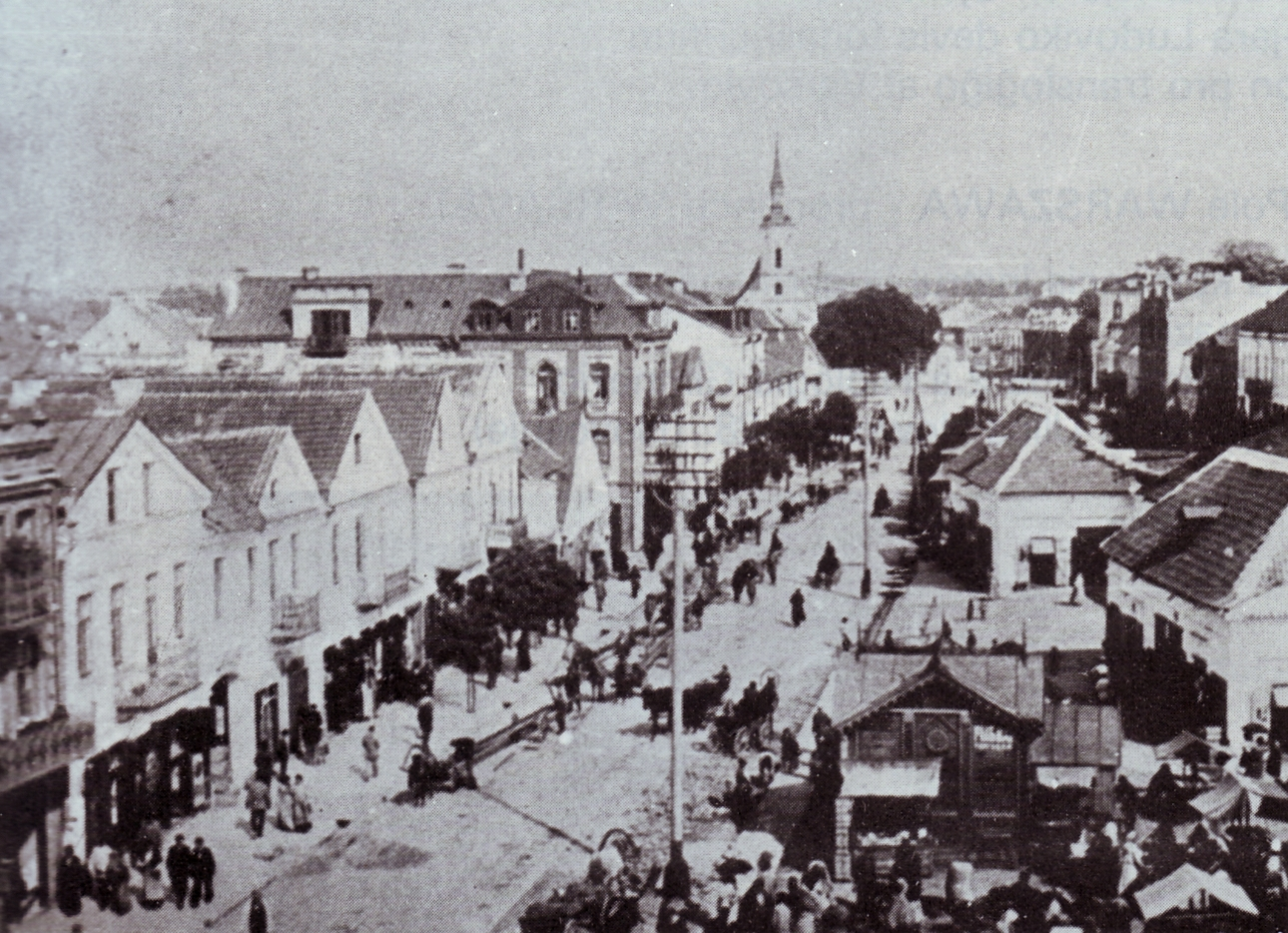
Rynek miejski 1900 r.

Białystok końca wieku XIX był miastem proletariackim. Niezadowoleni z warunków pracy robotnicy podejmowali strajki. Pierwszy miał miejsce w 1895, a pierwszy pochód pierwszomajowy miał miejsce w 1903 r. Rewolucja 1905 miała bardzo krwawy przebieg – manifestacje zostały stłumione przez wojsko i policję.
Dzięki uprzywilejowanej pozycji, jaką zajmowała w Rosji Carskiej ludność wyznania prawosławnego, skrajnie mniejszościowa grupa dysponowała wieloma świątyniami na terenie miasta: sobór pw. św. Mikołaja (przy ob. ul. Lipowej), cerkiew pw. Wszystkich Świętych (na cmentarzu przy ob. ul. W. Wysockiego), cerkiew św. Aleksandra Newskiego (w pałacu Branickich), kaplica pw. św. Marii Magdaleny (odebrana katolikom w przeddzień wybuchu powstania styczniowego; przy ob. ul. K. Kalinowskiego), kaplica pw. św. Serafima Sarowskiego (przy ob. ul. św. Mikołaja). Kolejne trzy świątynie prawosławne znajdowały się na terenie koszar garnizonu białostockiego: cerkiew pw. Kazańskiej Ikony Matki Bożej (64. pułk piechoty; przy ob. ul. Traugutta), dwie cerkwie w koszarach 4. Charkowskiego Pułku Ułanów (ob. ul. Kawaleryjska) oraz 12. Mariampolskiego Pułku Dragonów (ob. ul. J. Bema). Wiosną 1912 r. przystąpiono do budowy kolejnej, monumentalnej cerkwi Zmartwychwstania Pańskiego. Miała ona stanąć na największym, niezabudowanym placu w mieście, przy ul. Nikołajewskiej (ob. ul. H. Sienkiewicza). Część z wymienionych świątyń została zlikwidowana przez władze niemieckie w latach 1915–1918 – cerkiew 12. Mariampolskiego Pułku Dragonów urządzona w drewnianym pawilonie z którego car Mikołaj II w 1897 r. nadzorował manewry na podbiałostockich Pietraszach została zamieniona na lazaret. Podobny los spotkał cerkiew św. Aleksandra Newskiego, gdy w dawnym pałacu Branickich Niemcy urządzili szpital polowy. Armia niemiecka przejęła również na cele sakralne murowane świątynie garnizonowe. Między 1915 a 1920 r. uległa także likwidacji kaplica pw. św. Serafima Sarowskiego – przyczyną była niewielka liczba wiernych i równoczesna bliskość soboru pw. św. Mikołaja. Wojna przerwała także wszelkie prace przy budowie soboru Zmartwychwstania Pańskiego.
W 1906 władze rosyjskie przeprowadziły pogrom Żydów. Brały w nim udział policja i wojsko.
W 1915 r. Białystok zajęły wojska niemieckie i pozostały w nim do końca wojny. W czasie I wojny światowej władze carskie, w miarę zbliżania się frontu, ewakuowały fabryki w głąb Rosji. Niemcy, gdy stało się jasne, że przegrywają wojnę, wywieźli resztki maszyn. Dodatkowo po wojnie Białystok przestał być miastem granicznym, a przemysł został odcięty od rosyjskich rynków zbytu.

## II Rzeczpospolita

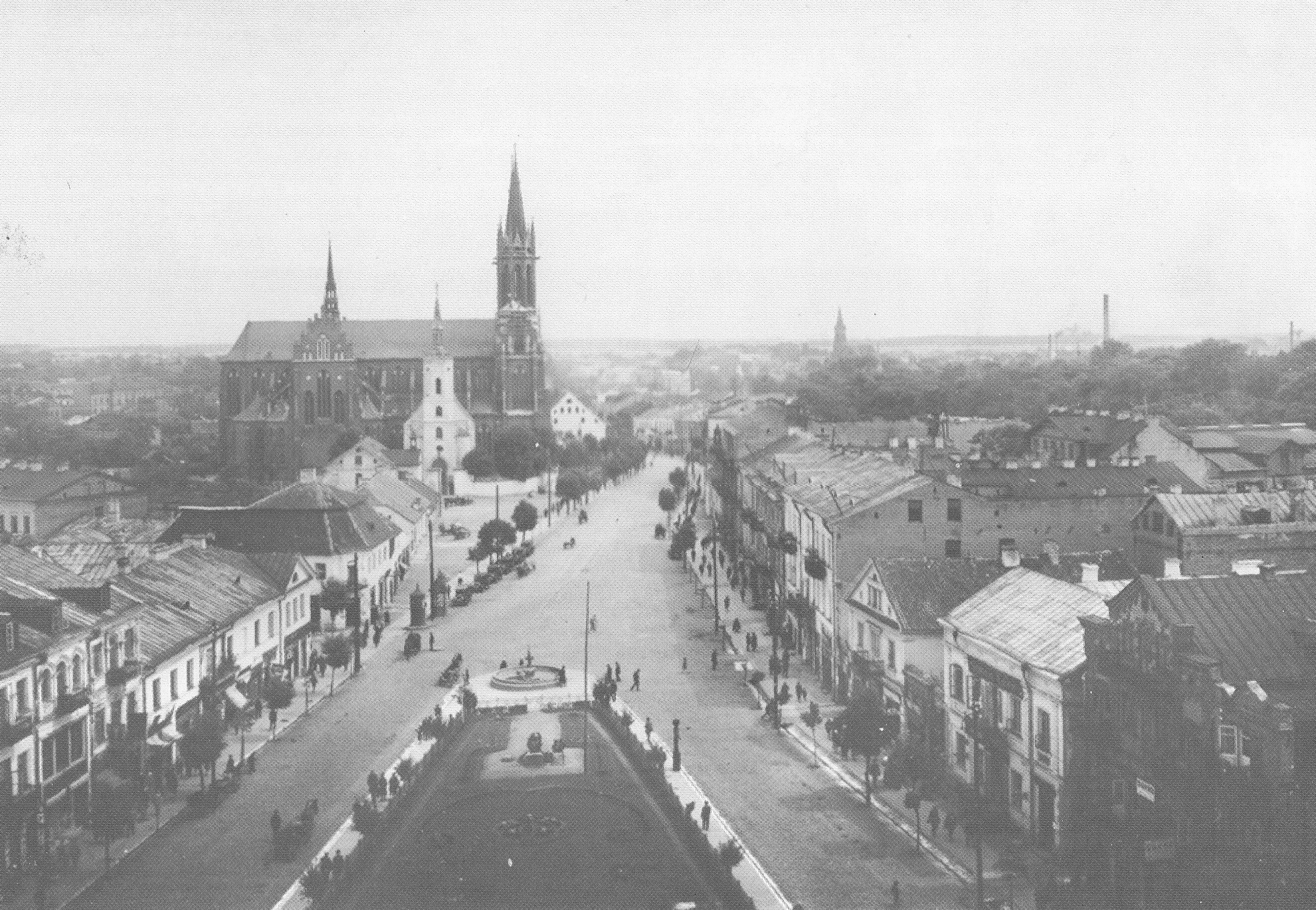
Śródmieście Białegostoku w 1928 roku

Po odzyskaniu niepodległości Białystok pozostał stolicą województwa, ale jego znaczenie zmalało.
19 lutego 1919 roku, na mocy umowy białostockiej, wojska niemieckie opuściły miasto, przekazując je w ręce Polaków. Siły polskie obsadziły Białystok w dniach 19–20 lutego. Wydarzenie to spotkało się z formalnym protestem ze strony władz bolszewickich w Moskwie, uznających miasto za część swojego państwa.
W 1919 r. miasto zamieszkiwało 80 236 osób. Pod względem wyznaniowym największą społeczność stanowili Żydzi (43 102 osoby; 53,7% mieszkańców), drugą co do liczebności grupą byli katolicy (32 267 osób; 40,2% mieszkańców). Co trzydziesty białostoczanin był ewangelikiem (2595 osób; 3,2% mieszkańców), a najmniejszą grupę stanowili wyznawcy prawosławia (2272 osoby; 2,8% mieszkańców). W 1919 r. wszystkie świątynie garnizonowe (należące uprzednio do Armii Rosyjskiej) zostały zajęte przez Wojsko Polskie. Wciąż miały pełnić swoją rolę, jednak ich obrządek został dopasowany do struktury wyznaniowej oddziałów ulokowanych w koszarach (zostały przejęte przez katolickie duchowieństwo wojskowe).

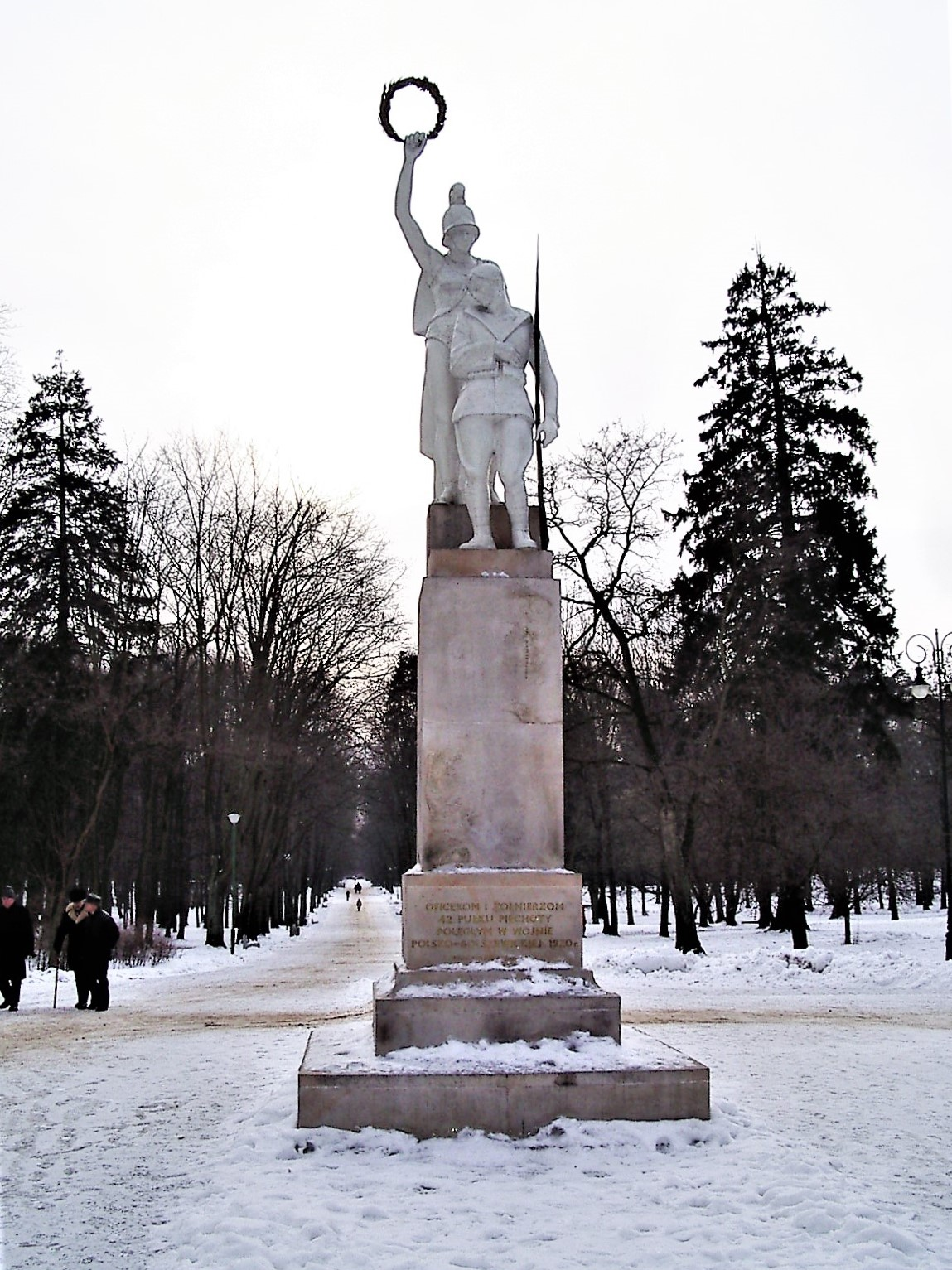
Pomnik ku czci poległych w wojnie polsko-bolszewickiej w 1920 r.

28 lipca 1920 roku miasto zostało zajęte przez bolszewików, którzy powołali w gmachu pałacu Branickich Tymczasowy Komitet Rewolucyjny Polski na czele z Julianem Marchlewskim. Miał to być rząd Polskiej Republiki Rad, który przejmie władzę po zajęciu Warszawy. Z chwią wkroczenia do miasta wojsk bolszewickich Okręgowy Komitet Robotniczy PPS podjął uchwałę o samorozwiązaniu i wstąpieniu do Komunistycznej Robotniczej Partii Polski. 10 sierpnia bolszewicy ustanowili Świętem Pracy i w tym dniu uroczyście znacjonalizowano 8 białostockich fabryk. Podczas działalności TKRP w mieście na jednym z wieców wystąpił dowódca bolszewickiego Frontu Zachodniego Michaił Tuchaczewski W ramach ostatniej fazy Bitwy Warszawskiej 22 sierpnia 1920 roku 1 i 5 pułk piechoty legionów odcięły w Białymstoku drogę wycofującym się oddziałom 3., 15. i 16. armii sowieckiej. W czasie bitwy oddziały polskie rozbiły większość cofających się wojsk i wzięły do niewoli 7200 jeńców.
Lata 1919–1939 to okres dużych problemów gospodarczych i społecznych w Białymstoku. Wzrost demograficzny w tym dwudziestoleciu miasto uzyskiwało głównie dzięki migracji wywoływanej jeszcze gorszymi warunkami bytowania mieszkańców okolicznych wsi i mniejszych ośrodków. Trudności białostockiego przemysłu były wywołane skrajną dewastacją zakładów produkcyjnych oraz zamknięciem rosyjskiego rynku zbytu. Lokalne produkty (głównie tanie tekstylia o niskiej jakości) nie wytrzymywały konkurencji na wolnym rynku. Fabryki położone w miastach byłego zaboru pruskiego, a nawet w centralnej Polsce prezentowały zdecydowanie wyższą kulturę techniczną. Mimo tego, dzięki zaangażowaniu lokalnych elit oraz wsparciu finansowemu władz centralnych Białystok rozwijał się w dziedzinach edukacji i kultury.
30 marca 1938 r. Rada miejska w Białymstoku podjęła uchwałę o zburzeniu niedokończonej cerkwi na placu Wolności – przeciwko głosowali radni „Bundu” i PPS.

## Historia Żydów w Białymstoku
Pierwsze wzmianki o społeczności żydowskiej zamieszkującej w Białymstoku pochodzą z 1658 r. W 1692 r. istniał już przykahałek białostocki, podlegający gminie w Tykocinie. W 1771 r. powstała odrębna gmina białostocka. Wtedy też rozpoczęto budowę murowanej bożnicy.
Począwszy od schyłku XVIII w. następował stały wzrost liczby ludności żydowskiej. W 1856 r. na 13 748 mieszkańców miasta 9547 było Żydami. Kapitał żydowski konsekwentnie wypierał niemiecki, tak że w 1860 r. z 44 fabryk tekstylnych już 19 należało do Żydów. Od końca XVIII w. silne były wpływy Haskali, w 1880 r. powstała pierwsza organizacja syjonistyczna. W wieki XIX Białystok stał się także ważnym ośrodkiem Bundu.
Między 14 a 16 czerwca 1906 r. wojsko rosyjskie przeprowadziło w Białymstoku pogrom ludności żydowskiej (tzw. pogrom białostocki). W jego trakcie zginęło 88 osób (82 żydów i 6 chrześcijan). Wydarzenia te były elementem szeroko zakrojonej akcji antyżydowskiej prowadzonej w Cesarstwie Rosyjskim w latach 1903–1906. Zajścia w Białymstoku spotkały się z piorunującą krytyką polskiej opinii publicznej.
W 1913 r. w mieście żyło 61 500 Żydów, w 1921 r. – 39 602, a we wrześniu 1939 r. około 40 tysięcy. Przed wojną w Białymstoku było ponad 100 synagog, bóżnic i domów modlitwy.
Wkraczające do Białegostoku w dniu 28 lipca 1920 r. oddziały Armii Czerwonej były ciepło witane przez białostocką biedotę żydowska, która wzięła następnie udział w akcjach skierowanych przeciwko lepiej sytuowanym mieszkańcom miasta: „ludność żydowska biedna przyjmowała bolszewików bardzo chętnie, a nawet radośnie, rzuciła się do biur, pomagała w wynajdowaniu składów (J.S. – żywności), donosiła o osobach Polakach, który co zrobił etc.”. Lokalny wydział oświaty Komitetu Wojskowo - Rewolucyjnego, obsadzony przez działaczy miejscowego "Bundu", w związku z tym, że większość mieszkańców miasta stanowili Żydziwprowadził na początku rządów bolszewickich w mieście jidysz jako język urzędowy, jednak po przybyciu do miasta F. Dzierżyńskiego uznano to za błąd polityczny mogący zniechęcić polskich mieszkańców miasta do bolszewików i przywrócono język polski w urzędach. W dniu 22 sierpnia 1920 r. miała miejsce bitwa białostocka, w wyniku której miasto zostało zajęte przez Wojsko Polskie. Między 23 a 25 sierpnia dochodziło w Białymstoku do masowych rabunków mieszkań żydowskich i pobić dokonywanych przez żołnierzy. Wsparcie, jakiego udzielała okupantowi (marginalnie także w czasie bitwy) część ludności żydowskiej, ściągnęła odium zdrajców na całość społeczności. W jej obronie wystąpił Tymczasowy Komitet Obywatelski reprezentowany przez Wincentego Hermanowskiego i dr. Zygmunta Siemaszkę oraz proboszcz i dziekan białostocki ks. Aleksander Chodyko. Jeszcze we wrześniu 1920 roku kierownik powiatu białostockiego Aleksander Marcinkiewicz pisał: "Ludność żydowska jest stałym przedmiotem, na którym żołnierz wyładowuje ogrom energii, którą słusznie należałoby zachować dla bolszewików. Zabieranie rzeczy potrzebnych i niepotrzebnych z mieszkań, sklepów oraz bicie jest na porządku dziennym. Ludność polska na wojska nie uskarża się, chętnie bierze skradzione przez nich rzeczy.

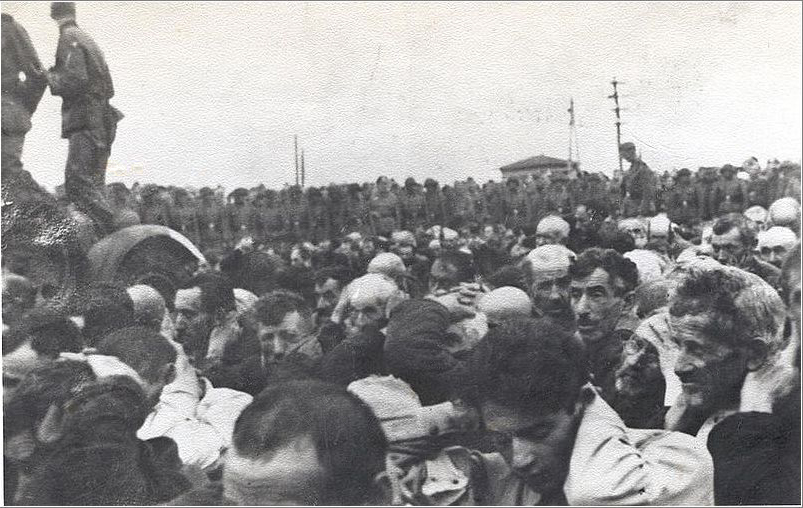
Białostoccy Żydzi podczas likwidacji getta. Zdjęcia wykonane przez niemieckiego żołnierza pomiędzy 15 a 20 sierpnia 1943

W 1929 społeczność żydowska posiadała na terenie miasta kilka szkół. M.in. Gimnazjum Towarzystwa Rozpowszechniania Oświaty wśród Żydów (ul. Kupiecka 49), Gimnazjum Humanistyczne Zjednoczenia Szkół Żydowskich (ul. Fabryczna 23), Gimnazjum Hebrajskie (ul. Szlachecka 3), Gimnazjum Koedukacyjne dr Druskina (ul. Szlachecka 4), Gimnazjum Koedukacyjne dr Zeligmana i Ski (ul. Sienkiewicza 4), Gimnazjum Koedukacyjne dr Kacnelsona i Ski (ul. Sienkiewicza 74) czy Gimnazjum Koedukacyjne dr Gutmana.
W pierwszej połowie 1936 r. doszło do ekscesów o podłożu antysemickim.
27 czerwca 1941 r. niemiecki 309. batalion policji spalił Wielką Synagogę wraz z około 800 uwięzionymi w niej Żydami. Liczbę ofiar przeprowadzonej tego dnia akcji likwidacyjnej szacuje się na co najmniej 2 tys. Kolejne masowe egzekucje miały miejsce 4 lipca oraz 12–13 lipca. Łącznie na przełomie czerwca i lipca 1941 roku Niemcy zamordowali w Białymstoku od 6,5 tys. do 7 tys. Żydów.
W dniu 26 lipca 1941 r. Niemcy ogłosili utworzenie getta dla 40 000 Żydów. AK odmówiło pomocy żydowskiemu ruchowi oporu w getcie ze względu na obecność w nim komunistów. 16 sierpnia 1943 r. wybuchło powstanie w getcie białostockim pod przywództwem Mordechaja Tenenbauma-Tamaroff. Około 300 powstańców przez kilka dni broniło się przed przeważającymi siłami niemieckimi. Po stłumieniu powstania Niemcy wywieźli Żydów z białostockiego getta głównie do obozu zagłady w Treblince (w mniejszej liczbie białostoczanie wyznania mojżeszowego trafili do obozów w Auschwitz, na Majdanku, w Stutthofie). Wojnę przeżyło ok. 7000 białostockich Żydów – 2000 ocalało, gdyż zostali wywiezieni w głąb ZSRS. Wielu ukrywało się u polskich rodzin w mieście i w pobliskich miejscowościach. Do domów powróciło 1085 osób, jednak już w 1948 r. ich liczba spadła do 520.

## Okres II wojny światowej
Druga wojna światowa zaczęła się dużym ruchem wojsk i nielicznymi bombardowaniami. Między 6 a 11 września miasto opuściły władze cywilne. 15 września w obliczu oskrzydlenia wycofały się wojska polskie. Miasto zajęły wojska brygady fortecznej „Lötzen”, pod dowództwem gen. Offenbachera. Dwa dni później dołączyły do nich oddziały radzieckie. Po uroczystej wspólnej defiladzie i raucie w hotelu „Ritz” Niemcy przekazali władzę Rosjanom i wycofali się.

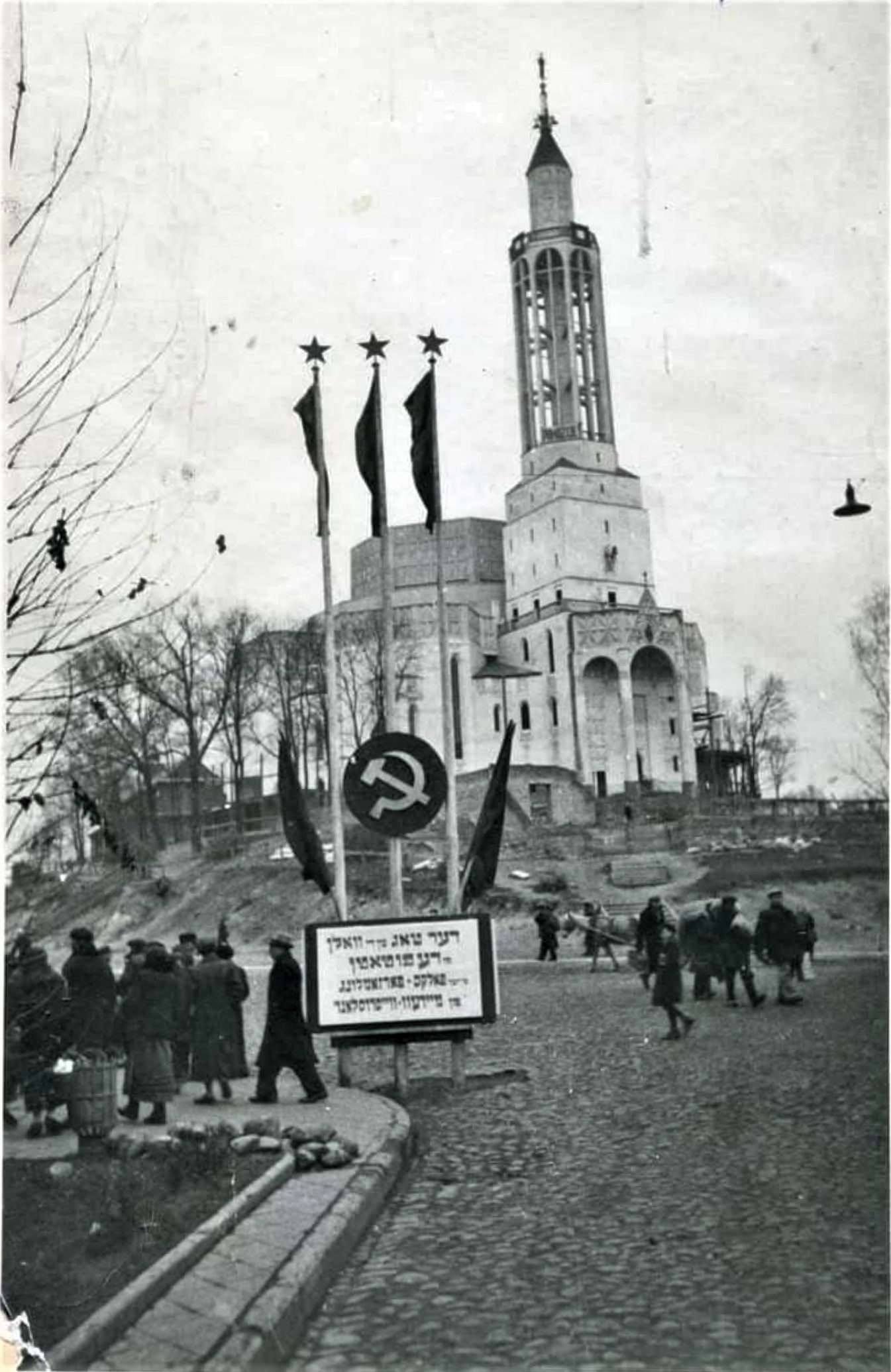
Białystok pod okupacją sowiecką (tablica z napisami w jidysz: Dzień wyborów delegatów do Zgromadzenia Ludowego Zachodniej Białorusi, odbyło się w Białymstoku 28-30 października 1939)

Władze sowieckie na tymczasową „stolicę” tak zwanej Zachodniej Białorusi wybrały Białystok – to tam miało miejsce w dniach 28–30 października 1939 r. Zgromadzenie Ludowe Zachodniej Białorusi, na którym 28 października 1939 r. podjęto decyzję o zjednoczeniu z Białoruską SRR, Białystok otrzymał status stolicy obwodu białostockiego. Sowieccy okupanci w okresie swojego 19-miesięcznego pobytu w Białymstoku prowadzili szeroko zakrojone akcje represyjne przeciwko ludności, a szczególnie przeciwko jej polskojęzycznej części, doprowadzając do masowej emigracji Polaków z miasta.
W grudniu 1939 r. władze radzieckie postanowiły o powołaniu w Białymstoku teatru białoruskiego oraz stworzeniu zespołu białoruskiej pieśni i tańca.
Od września 1939 r. do wybuchu wojny radziecko–niemieckiej (22 czerwca 1941) Białystok był jednym z dwóch głównych (obok Lwowa) ośrodków działania polskich komunistów, którzy po 1945 r. objęli władzę w Polsce. Przywódcą tego środowiska był Alfred Lampe pod przywództwem, którego działali w mieście m.in.: Janina Broniewska, Paweł Finder, Małgorzata Fornalska, Marceli Nowotko, Jakub Berman, Czesław Skoniecki i Leon Lipski.
22 czerwca 1941 r. Niemcy zerwały pakt i zaatakowały ZSRR. 27 czerwca bataliony Einsatzgruppen i Wehrmachtu wkroczyły do Białegostoku. Tego samego dnia spacyfikowały one żydowską dzielnicę Chanajki, mordując kilka tysięcy mieszkańców, paląc ok. 2000 ludzi żywcem w Głównej Synagodze. W wyniku pożaru zniszczona została prawie połowa zabudowy miasta (część południowa). Pomnik tego wydarzenia – kopuła spalonej synagogi – znajduje się dziś przy ulicy Legionowej. Na przełomie lipca i sierpnia 1941 r. utworzono getto dla ocalałych Żydów.
Po zajęciu miasta hitlerowcy utworzyli, w dawnych koszarach 10 Pułku Ułanów Litewskich, obóz dla jeńców radzieckich. Pierwotnie przetrzymywano tam ok. 10–12 tys. jeńców, którzy na skutek ekstremalnych warunków bytowych, głodu i chorób masowo ginęli. Obóz zlikwidowano jesienią 1943 r.
Do końca okupacji Białystok nie został włączony do Prus Wschodnich.
Od lipca 1941 r. Niemcy podjęli próbę aktywizacji kolaborantów białoruskich. Do Białegostoku przybył z Warszawy prezes Komitetu Białoruskiego – Mikołaj Szczors, w celu utworzenia struktur organizacji mających współpracować z władzami okupacyjnymi. Burmistrzem Białegostoku został z poręki Niemców Białorusin – Bazyli Łukaszyk. W lipcu 1943 r. w Białymstoku zaczęto tworzyć z kolaborantów białoruskich oddziały militarne mające działać przeciwko obecnej na Białostocczyźnie partyzantce radzieckiej.
Pomimo represji ze strony okupantów sowieckich a później i niemieckich w mieście istniał silny ruch oporu, kierowany przez Armię Krajową, która przeprowadziła wiele udanych akcji dywersyjnych.
W lutym 1943 r. nastąpił pierwszy etap likwidacji getta. Do stawienia oporu hitlerowcom dał znak Icchok Malmed – oblał kwasem solnym policjanta, który brał udział w przesiedlaniu Żydów. 16 sierpnia 1943 r. w getcie białostockim wybuchło powstanie.
27 lipca 1944 r. nad ranem wojska radzieckie po trzydniowych zaciętych walkach (w wyniku nalotów lotnictwa radzieckiego powstały pożary, które zniszczyły cześć śródmieścia) zdobyły Białystok wypierając oddziały niemieckie na linię rzeki Białej i Starosielc. Wcześniej Niemcy wywieźli z miasta w 164 zestawach kolejowych liczących około 4100 wagonów zawartość wszystkich znajdujących się w mieście magazynów.

## Okres Polski Ludowej
Po zajęciu Białostocczyzny przez Armię Czerwoną istniały wątpliwości co do powojennej przynależności państwowej Białegostoku. We wrześniu 1944 r. tajne raporty Zarządu Politycznego 1 Armii Wojska Polskiego donosiły, że Białystok nie przypomina miasta polskiego. Wszędzie wisiały portrety Stalina, z głośników słychać było radzieckie pieśni wojskowe, wyświetlano radzieckie filmy, a życie kulturalne miasta było zdominowane przez rosyjskojęzycznych artystów. Na mocy Umowy granicznej pomiędzy Polską a ZSRR z 16 sierpnia 1945 roku ziemia białostocka powróciła jednak do Polski.
Na podstawie dekretu PKWN z 31 sierpnia 1944 zostały utworzone miejsca odosobnienia, więzienia i ośrodki pracy przymusowej dla „hitlerowskich zbrodniarzy oraz zdrajców narodu polskiego”. Obóz pracy nr 3 Ministerstwo Bezpieczeństwa Publicznego utworzyło w Białymstoku. Obok obozu MBP funkcjonował osobny obóz kierowany przez NKWD.
Granice polityczne podzieliły archidiecezję wileńską. Duchowieństwo i profesorowie seminarium w dużej części znaleźli się w Białymstoku. W dniu 8 maja 1945 r. zainaugurowali pracę w nowym miejscu. Wydział Teologiczny z Seminarium Duchownym był pierwszą wyższą uczelnią Białegostoku.
W okresie Polski Ludowej odbudowano pałac Branickich, a także ratusz i rynek. Podczas walk o miasto zniszczono praktycznie wszystkie ulice, ale dzięki temu, że budowano je od podstaw, powstała sieć wodociągowa, elektryczna i telefoniczna.
W 1954 r. wybudowano „Dom Partii” (obecnie jeden z budynków uniwersytetu). W rok później otwarto przy ulicy Lipowej pierwszy w Polsce sklep samoobsługowy.

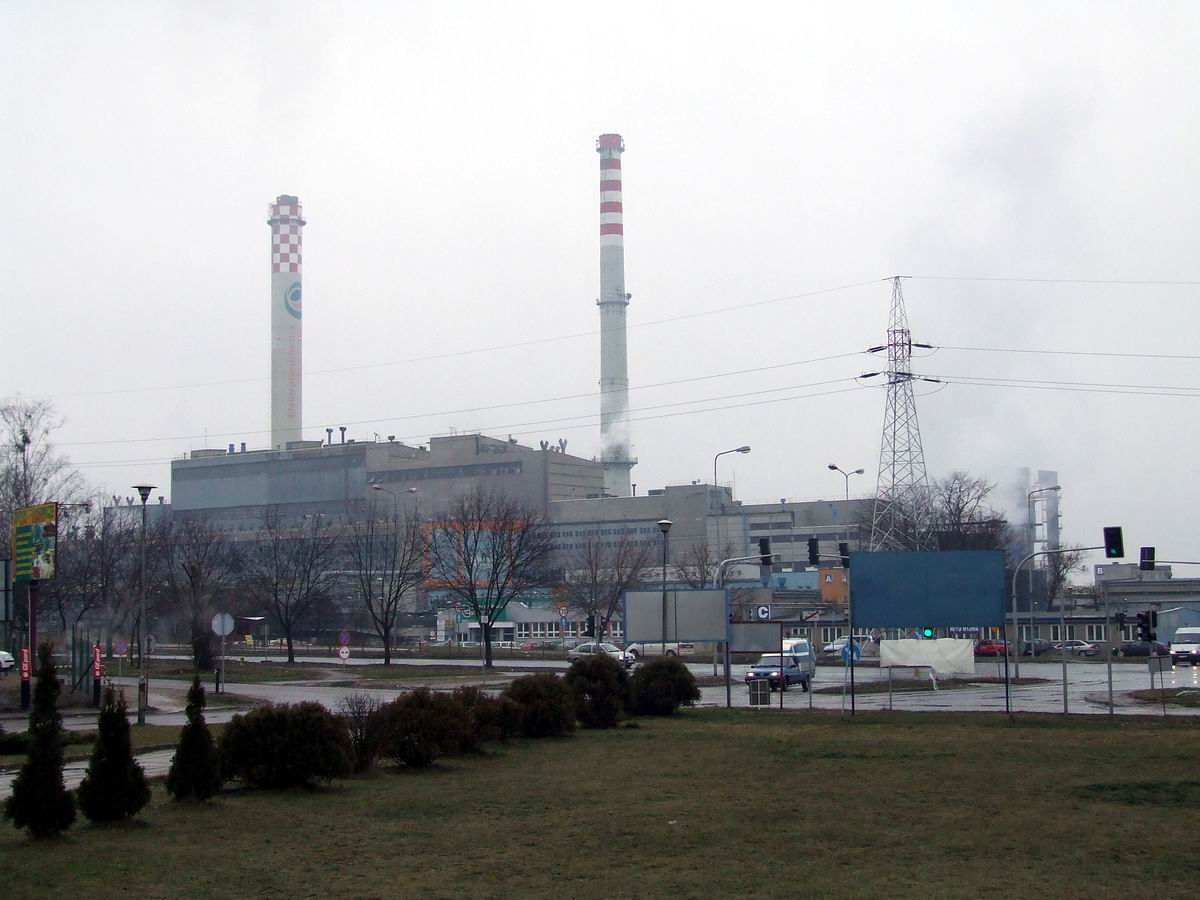
Elektrociepłownia Białystok

Włókiennicze tradycje kontynuował kombinat w Fastach, zakłady im. Sierżana i „Biruna”. Przemysł spożywczy reprezentowały dwie chłodnie, gorzelnie „Polmosu” (produkujące Żubrówkę) i PMB. Drzewny fabryka sklejek i fabryka mebli. Ponadto do ważniejszych zakładów należały: Fabryka Przyrządów i Uchwytów, a później fabryka dywanów „Agnella” i „Biazet”, który jako pierwszy w „bloku wschodnim” produkował kolorowe telewizory.

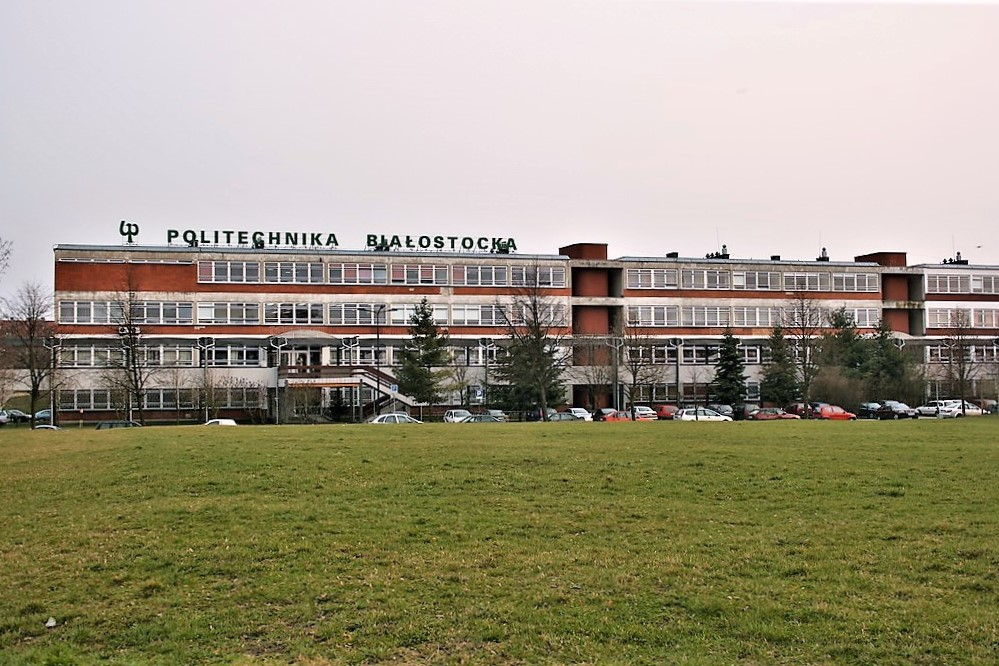
Politechnika Białostocka

Od 1950 r. działają Akademia Medyczna i Wyższa Szkoła Inżynierska, która obecnie zmieniła nazwę na Politechnika Białostocka, od 1974 filie Akademii Muzycznej i PWST, od 1997 Uniwersytet w Białymstoku (powstały z filii Uniwersytetu Warszawskiego).
W 1955 r. swą działalność rozpoczęła rozgłośnia Polskiego Radia (w 1997 r. w Białymstoku rozpoczął nadawanie samodzielnych programów ośrodek Telewizji Polskiej).
Rok 1956 to czas protestów robotniczych i wieców na dziedzińcu pałacu Branickich, w których uczestniczyły kilkutysięczne tłumy.
W 1962 r. powstało Muzeum Ruchu Rewolucyjnego
Jednym z najważniejszych wydarzeń lat siedemdziesiątych były centralne dożynki odbywające się w 1973 r. z udziałem najwyższych władz. Specjalnie na ten cel wybudowano tzw. „Tereny Wystawowe” przy ul. Kawaleryjskiej (obecnie bazar), dwie niewielkie rotundy przy ul. Akademickiej (obecnie lokale gastronomiczne), kompleks tzw. białostockich spodków w parku miejskim przy ul. Bohaterów Monte Cassino (obecnie siedziba Wojewódzkiego Ośrodka Animacji Kultury) oraz stadion (obecnie miejski) przy ul. Słonecznej. Ponadto zmodernizowano szosę do Warszawy.
W okresie Polski Ludowej uaktywnił się w Białymstoku ruch artystyczny: „Kasa Chorych” jako jedyny zespół w historii Polski przez kilka tygodni zajmowała pierwsze miejsca na listach przebojów w USA, a Janusz Laskowski napisał „Siedem dziewcząt z Albatrosa” i „Kolorowe jarmarki” – piosenki, które śpiewała cała Polska. Nie można też zapominać o Edwardzie Redlińskim i jego „Konopielce”.
Po załamaniu gospodarki pod koniec rządów Gierka region jest promowany pod nazwą (stosowaną już wcześniej) Zielone Płuca Polski.
Po śmierci ks. Jerzego Popiełuszki w 1984 roku (został on zamordowany przez funkcjonariuszy SB), jego ciało po wydobyciu z wód Wisły zostało przewiezione do prosektorium Akademii Medycznej w Białymstoku. Stąd zwłoki zabrano do Warszawy 2 listopada.

## Białystok po 1989 r.

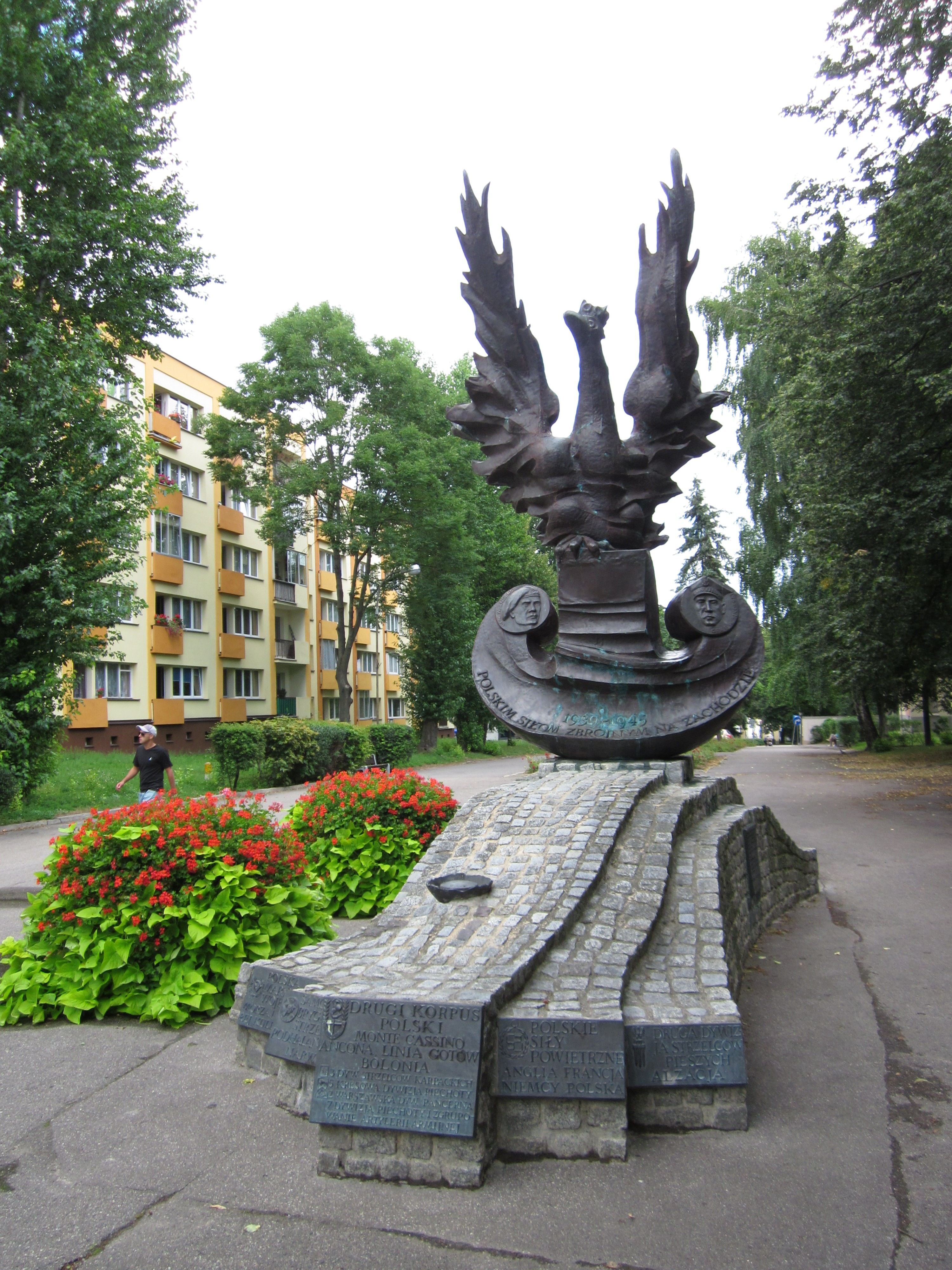
Pomnik poświęcony żołnierzom poległym na froncie zachodnim

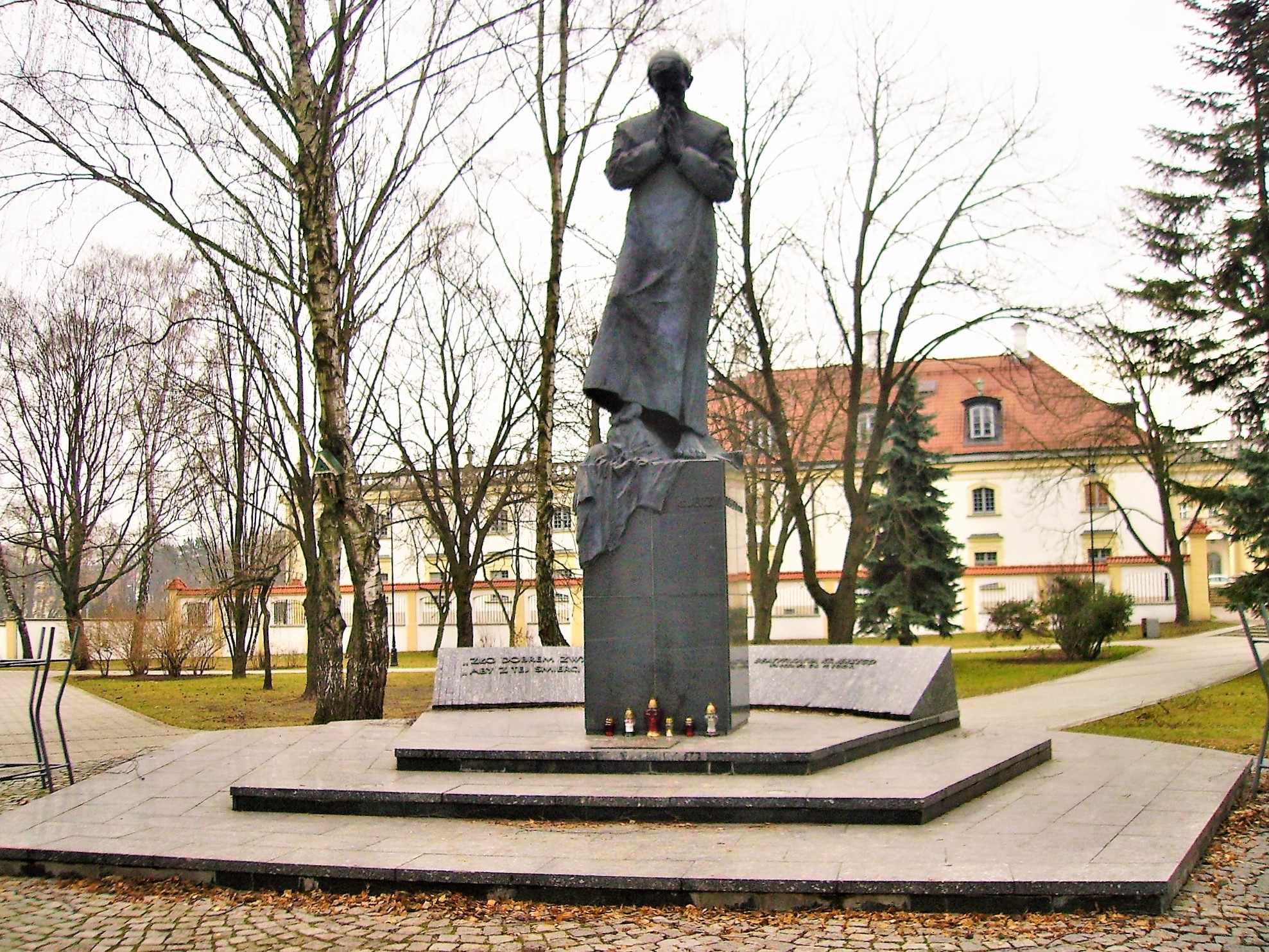
Pomnik ks. Jerzego Popiełuszki w Białymstoku

4 czerwca 1989 r. w wyborach do Senatu zwyciężyli w Białostockiem kandydaci Komitetu Obywatelskiego „Solidarność” Ziemi Białostockiej: rektor AMB, prof. Andrzej Kaliciński i dziekan Wydziału Prawa Filii UW, prof. Andrzej Stelmachowski. Kończył się okres PRL, odradzała zaś niepodległa Polska.
Jednym z ważniejszych wydarzeń lat 90. była wizyta papieża Jana Pawła II w dniu 5 czerwca 1991 r. W czasie jej trwania ogłoszono decyzję o utworzeniu diecezji białostockiej. Dla prawosławnej części mieszkańców Białegostoku nie mniej ważnym wydarzeniem była wizyta Bartolomeusa I – patriarchy Konstantynopola w październiku 1998 r., w celu poświęcenia cerkwi Hagia Sophia.
Ponadto przełom lat 80. i 90. to piłkarski klub „Jagiellonia Białystok” w pierwszej lidze i ogólnopolska kariera disco polo.
Koniec XX w. to także czas handlu ze wschodem. Praktycznie nie ma tu firmy, która nie jest zależna od tego rynku. Duża liczba mieszkańców miasta zarabia uprawiając tzw. import prywatny, wielu zaopatruje się u gości zza wschodniej granicy, wiążąc dzięki temu koniec z końcem.

## Początki XXI w.

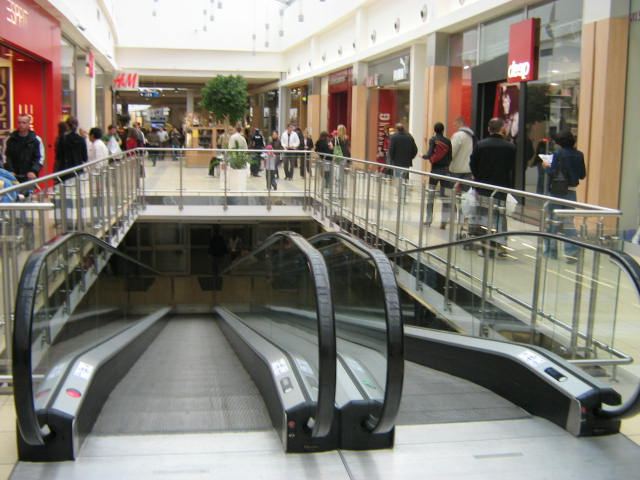
Ruchome schody w Galerii Biała

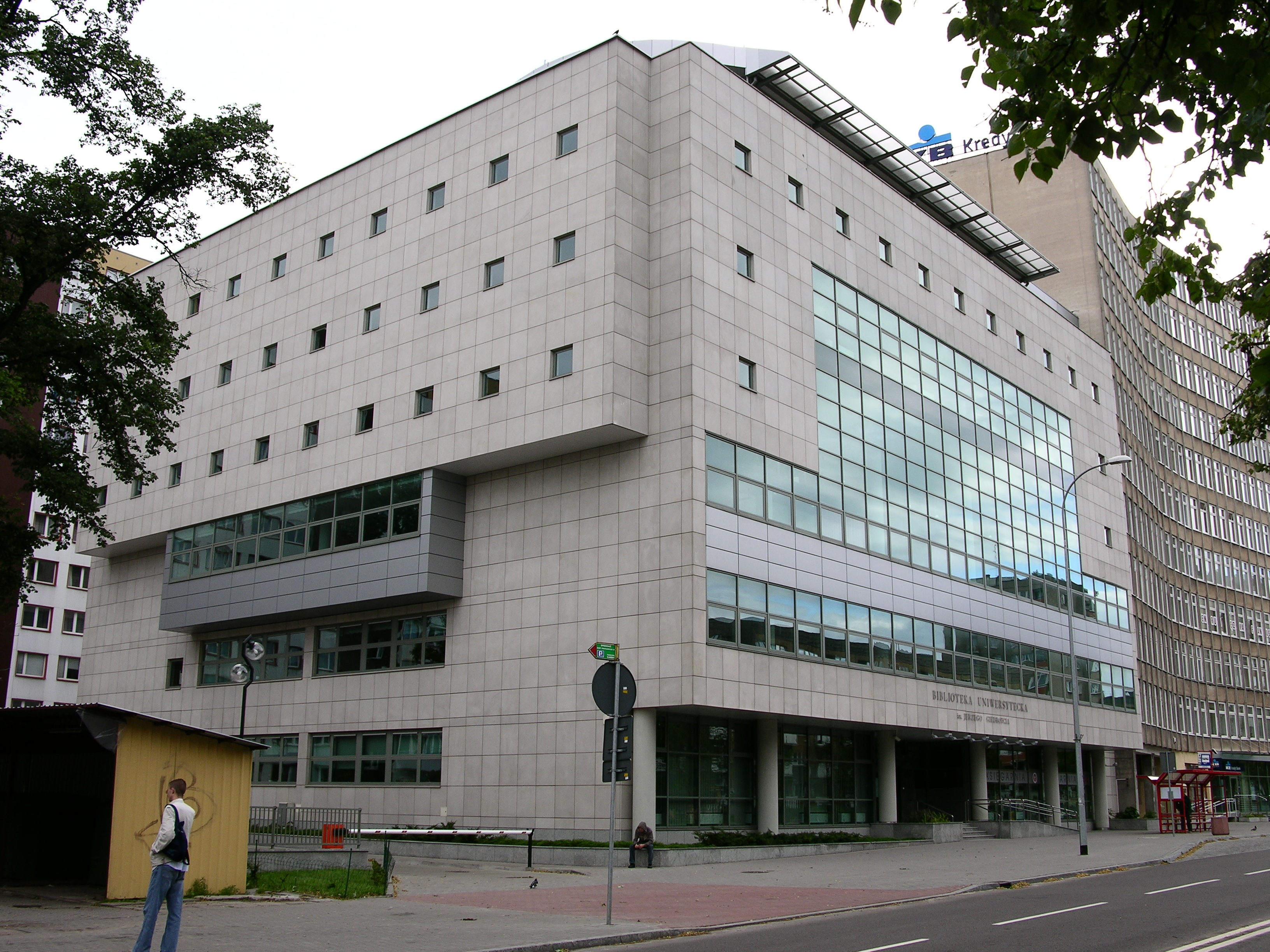
Była Biblioteka Uniwersytecka w Białymstoku, obecnie siedziba Książnicy Podlaskiej

Białystok zaczyna się rozwijać. Bezrobocie regularnie spada, a zarobki rosną, choć nadal są najniższe w kraju. W mieście pojawiają się pierwsze hipermarkety i galerie handlowe. Miasto przejmuje od skarbu państwa stadion i zaczyna gruntowny remont, modernizowane są główne ciągi komunikacyjne Białegostoku.
Miasto zmienia administracyjne granice, ponieważ przyłączone zostają wsie: Zawady, Zagórki, Dojlidy-Kolonia, Dojlidy Górne, Halickie Kolonia. Rynek Kościuszki zostaje zamknięty dla samochodów, skwerek przy Ratuszu zostaje zlikwidowany na rzecz placu miejskiego. Ponadto 2 bazary w centrum miasta przy ul. Jurowieckiej i Plac Inwalidów zostają zlikwidowane.

## Przynależność państwowa
Od uzyskania praw miejskich Białystok znajdował się pod panowaniem następujących państw:
- 1691–1795 –  Rzeczpospolita Obojga Narodów,  Korona Królestwa Polskiego, Prowincja małopolska, województwo podlaskie
- 1795–1807 –  Królestwo Prus, prowincja Prusy Nowowschodnie
- 1807–1842 –  Imperium Rosyjskie, obwód białostocki
- 1842–1915 –  Imperium Rosyjskie, gubernia grodzieńska
- 1915–1919 –  Rzesza Niemiecka, Ober-Ost (okupacja wojenna)
- 1919 –  Republika Polska
- 1919–1939 –  Rzeczpospolita Polska, województwo białostockie
- 1939–1941 –  ZSRR,  Białoruska SRR, obwód białostocki (okupacja wojenna)
- 1941–1944 –  Rzesza Wielkoniemiecka[44], Bezirk Bialystok (okupacja wojenna)
- 1944–1945 –  ZSRR,  Białoruska SRR, obwód białostocki (okupacja wojenna)
- 1945–1952 –  Rzeczpospolita Polska, województwo białostockie
- 1952–1975 –  Polska Rzeczpospolita Ludowa, województwo białostockie
- 1975–1989 –  Polska Rzeczpospolita Ludowa, województwo białostockie
- 1989–1998 –  Rzeczpospolita Polska, województwo białostockie
- od 1999 –  Rzeczpospolita Polska, województwo podlaskie